# Biểu tình Tripoli 2021
Biểu tình Tripoli là cuộc bạo loạn, bất tuân dân sự, mất trật tự dân sự và các cuộc biểu tình diễn ra sau khi chính phủ của Hassan Diab công bố một lệnh đóng cửa phạm vi cả nước, trong bối cảnh nạn đói, lạm phát và thất nghiệp gia tăng làm nền kinh tế nước này ngày càng xấu đi. Theo Al Jazeera English, những người biểu tình đã biểu tình trong ba đêm liên tiếp ở Tripoli và nó biến thành bạo loạn. Cảnh sát bắn đạn thật để giải tán người biểu tình. Nhiều người bị thương trong các cuộc đụng độ. Các cuộc biểu tình xảy ra trong các đêm 25-26 tháng 1, khi quân đội bắn đạn thật, đạn cao su và hơi cay. Ít nhất 60 người và 10 lực lượng an ninh đã bị thương trong các cuộc đụng độ. Một người biểu tình đã chết trong các cuộc đụng độ.